# Johannes Maier-Hultschin
Johannes Carl Maier-Hultschin, Pseudonym John S. Steward, (* 2. Mai 1901 in Hultschin, Landkreis Ratibor, Deutsches Reich; † 18. Oktober 1958 in Düsseldorf) war ein deutscher Journalist.

## Leben und Tätigkeit
Johannes Maier war ein Sohn des Werkmeisters Nikolaus Maier und der Aloisia Bogdal. Nach dem Besuch einer Mittelschule absolvierte er eine Schlosserlehre. 1920 und 1921 wurde er an der Sozialen Hochschule Leohaus in München vertiefend ausgebildet. Während dieser Zeit lernte er den späteren nordrhein-westfälischen Ministerpräsidenten Karl Arnold, der einige Kurse mit ihm besuchte, kennen.
Um 1921 wandte Johannes Maier-Hultschin, wie er sich nun nannte, sich dem journalistischen Beruf zu: Er begann seine Laufbahn bei der Zeitung Volksstimme in Gleiwitz, wechselte aber bereits 1922 als Redakteur zum Oberschlesischen Kurier in Kattowitz. Der Kurier, die größte deutschsprachige Tageszeitung in Polen, unterstützte unter Maier-Hultschins Ägide die Linie der von Eduard Pant geführten Deutschen Katholischen Volkspartei, die innerhalb des polnischen Parlamentes die Interessen der deutschen Minderheit im Land vertrat, wobei sie unter der deutschen Minderheitsbevölkerung Polens für eine loyale Haltung zum polnischen Staat bei gleichzeitiger Bewahrung der Eigenart und Gleichberechtigung dieser Minderheit eintrat. 1926 wurde er Chefredakteur dieser Zeitung.
1933 schied Maier-Hultschin als Chefredakteur des Oberschlesischen Kuriers, der nach der Machtergreifung der Nationalsozialisten in Deutschland unter den Einfluss des NS-Staates geriet, aus. Stattdessen gründete er zusammen mit Pant die Zeitung Der Deutsche in Polen. Wochenzeitung für Politik, Kultur und Wirtschaft. Er baute diese Zeitung, die das offizielle Organ der Katholischen Volkspartei bildete, zu einem Forum für christlich-konservative Gegner des Nationalsozialismus um. In den folgenden Jahren setzte er sich mit der NS-Ideologie auseinander und verbreitete Nachrichten und Informationen, die in Zeitungen innerhalb des deutschen Staatsgebietes unterdrückt wurden. Seine scharfe Kritik am NS-System erfolgte zwar aus einer dezidiert katholischen Perspektive, war aber auch gegenüber dem Leid, das die nationalsozialistische Diktatur anderen Bevölkerungsgruppen zufügte, nicht blind: So prangerte er die Novemberpogrome 1938 in der Ausgabe von Der Deutsche in Polen vom 20. November 1938 mit der Schlagzeile "Heute die Synagogen – morgen die Kirchen!" an. Maier-Hultschin bezog seine Informationen über das Geschehen in Deutschland aus katholischen Kreisen im Reichsgebiet, von Emigranten und von der Exil-SPD in Prag. In diesen Jahren unterhielt er Kontakte zu Heinrich Brüning, Carl Spiecker, Friedrich Muckermann, Otto Strasser, Hermann Rauschning und Angehörigen der Armee.
Wegen seines aktiven Eintretens für die Deutscherhaltung seiner Hultschiner Heimat wurde er von einem tschechischen Gericht in absentia zu 7 Jahren Kerker verurteilt, später jedoch begnadigt.
Im August 1939 floh Maier-Hultschin angesichts des bevorstehenden Kriegsbeginns aus Kattowitz nach Warschau. Von dort gelangte er über Bukarest, Jugoslawien, Griechenland und Frankreich 1940 nach London. Dort war er weiterhin als Journalist tätig und leitete die Sendung für deutsche Katholiken bei der BBC. Außerdem verfasste er Artikel für die Zeitungen Tablet und Catholic Herald.
Von den Nationalsozialisten war Maier-Hultschin bereits Anfang der 1930er Jahre zum Staatsfeind deklariert worden: Der Deutsche in Plen war im Reichsgebiet bereits im August 1934 verboten worden und galt den NS-Polizeiorganen als "eines der übelsten Hetzblätter". Seiner Ausbürgerung, die im April 1938 bekannt gegeben wurde, war er durch Annahme der polnischen Staatsbürgerschaft im Februar 1938 zuvorgekommen. Darüber hinaus wurde er von den Nationalsozialisten als Staatsfeind eingestuft: Im Frühjahr 1940 setzte das Reichssicherheitshauptamt in Berlin ihn auf die Sonderfahndungsliste G.B., ein Verzeichnis von Personen, die im Falle einer erfolgreichen deutschen Invasion Großbritanniens durch die Sonderkommandos der SS-Einsatzgruppen mit besonderer Priorität ausfindig gemacht und verhaftet werden sollten.
1946 wurde Maier-Hultschin Korrespondent des Christlichen Nachrichtendienstes in München in Großbritannien. Zusätzlich veröffentlichte er mehrere Werke über den kirchlichen Widerstand gegen das NS-System. 1950 kehrte er nach Deutschland zurück. Im folgenden Jahr wurde er Pressechef der von seinem alten Kompadre Karl Arnold geführten Landesregierung von Nordrhein-Westfalen im Amt eines Ministerialdirigenten. Sein Verhältnis zu Arnold erwies sich jedoch als gespannt. 1957 trat er krankheitsbedingt in den Ruhestand.
Maier-Hultschins Nachlass wird heute im Bundesarchiv Koblenz verwahrt.

## Familie
1942 heiratete Maier-Hultschin Johanna Loewenstein (* 1902), eine Tochter von Felix Loewenstein. Die Ehe blieb kinderlos.

## Schriften
- Sieg des Glaubens. Authentischer Gestapobericht über den kirchlichen Widerstand in Deutschland, 1946. (unter dem Pseudonym John S. Steward)
- "Struktur und Charakter der deutschen Emigration", in: Politische Studien 6, 1955.